# رتک
رتک (کوهبنان)، روستایی از توابع بخش مرکزی شهرستان کوهبنان در استان کرمان ایران است.

## موقعیت جغرافیایی و منطقه ایی
روستای تاریخی رتک در ارتفاع ۱۷۵۰ متری از سطح دریا ارتفاع و در شمال غربی شهر کوهبنان در طول و عرض جغرافیایی ۳۲/۳۱ شمالی، ۱۷/۳۱جنوبی، ۱۰/۵۶ شرقی و ۵۵/۵۶ غربی واقع است، در فاصله ۳۷ کیلومتری غرب شهر کوهبنان قرار گرفته‌است.

## جمعیت
این روستا در دهستان خرم‌دشت (کوهبنان) قرار دارد و براساس سرشماری مرکز آمار ایران در سال ۱۳۸۵، جمعیت آن ۱۲۱ نفر (۴۶خانوار) بوده‌است.

## آثار تاریخی
قلعه رتک مربوط به دوره صفوی است و در شهرستان کوهبنان، بخش مرکزی، دهستان خرمدشت، روستای رتک واقع شده. این اثر در تاریخ ۷ اسفند ۱۳۸۶ با شمارهٔ ثبت ۲۱۴۹۷ به‌عنوان یکی از آثار ملی ایران به ثبت رسیده‌است.
برج رتک مربوط به سده‌های ۱۰ تا ۱۳ - دوره صفوی است و در شهرستان کوهبنان، بخش مرکزی، دهستان خرمدشت، روستای رتک واقع شده و این اثر در تاریخ ۱۸ اسفند ۱۳۸۷ با شمارهٔ ثبت ۲۵۳۰۲ به‌عنوان یکی از آثار ملی ایران به ثبت رسیده‌است.
پیر غوچی

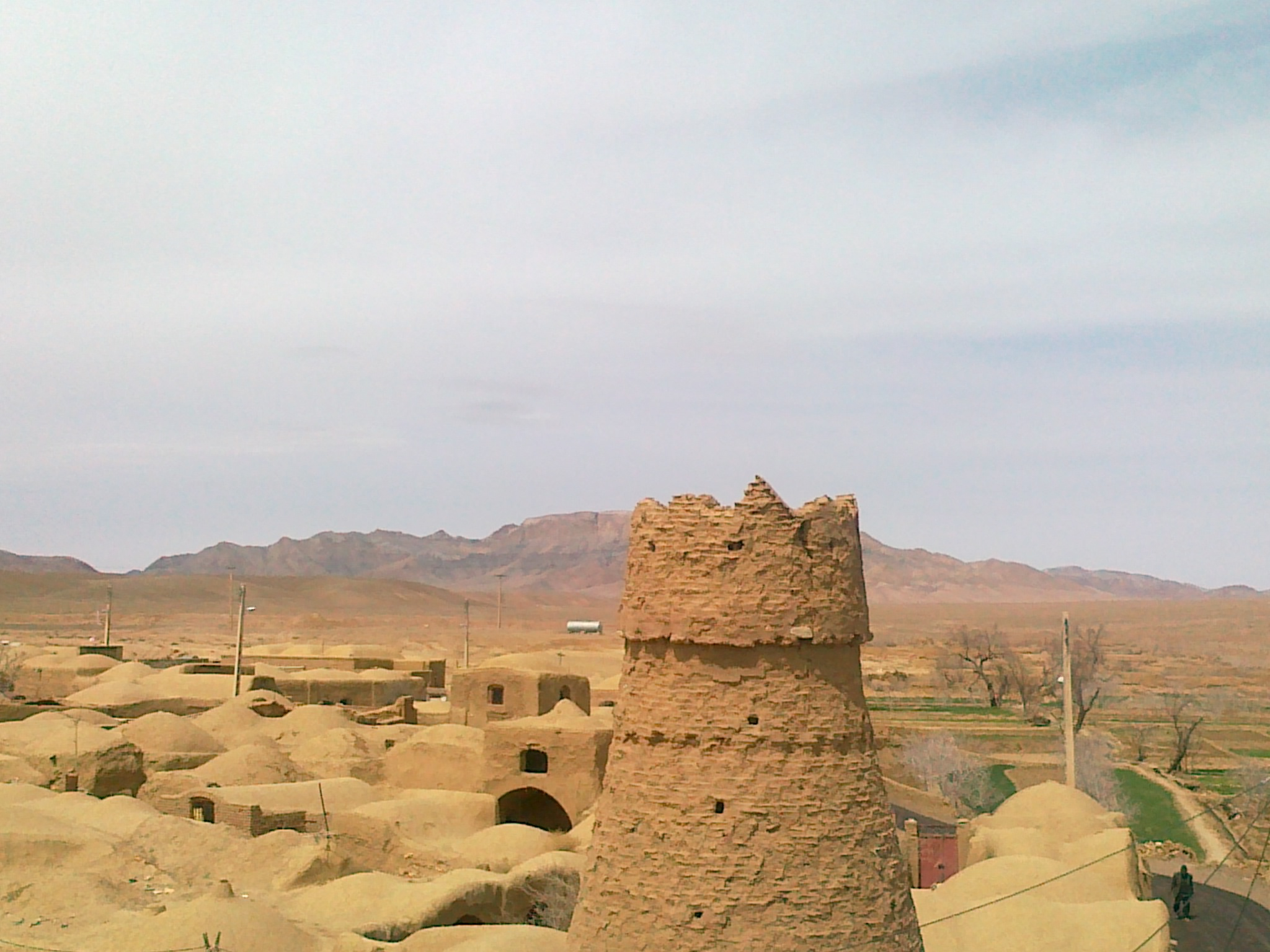
برج تاریخی رتک مربوط به دوره صفویه

سنگ نوشته‌هایی با قدمتی چند هزار ساله با نقش و نگار قوچ که مردم روستای رتک عقاید و دیدگاه خاصی نسبت به آن‌ها دارند.
درخت کهن‌سال پتک

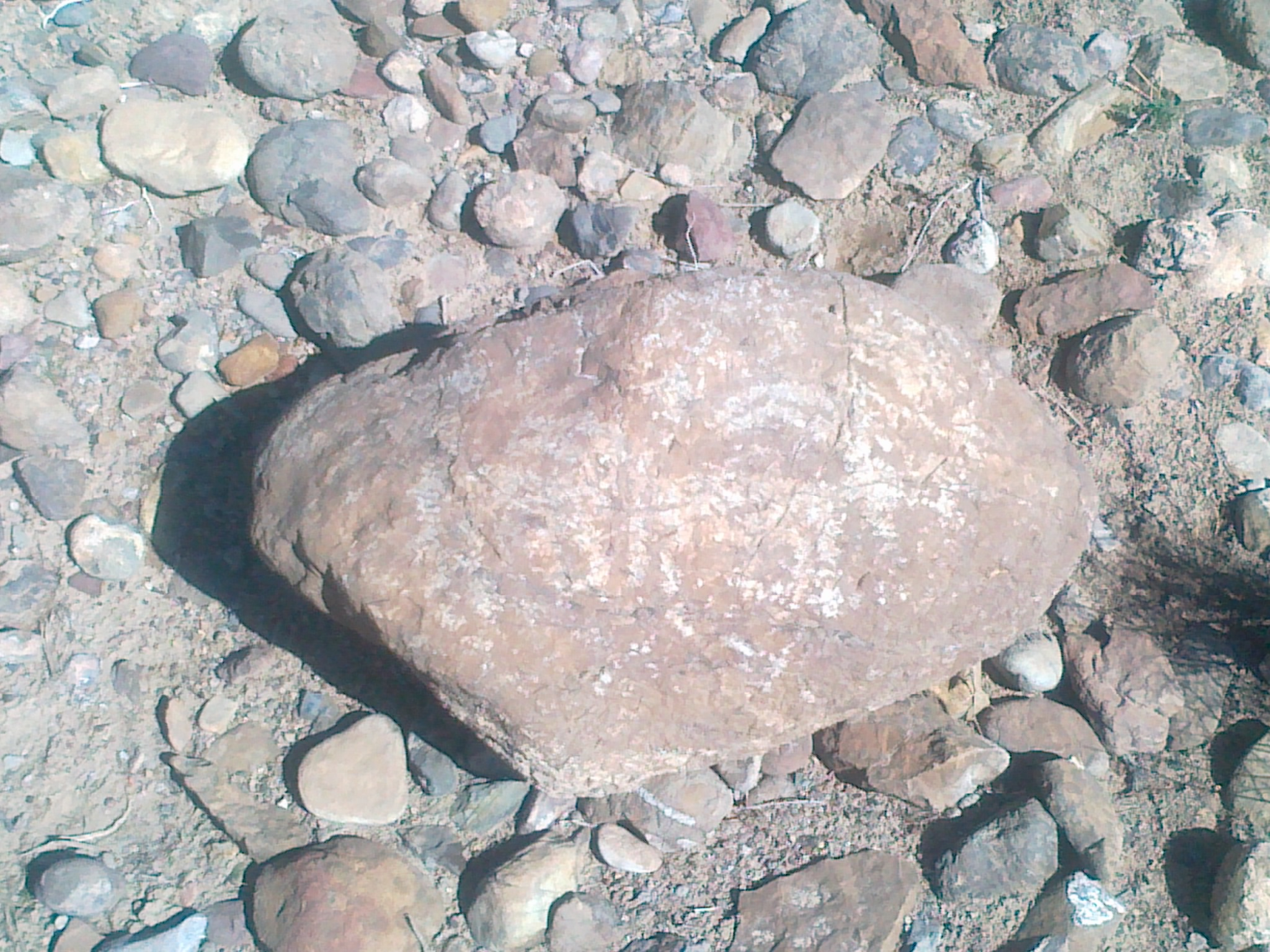
سنگ پیر غوچی با قدمت چند هزار ساله

در این روستا درختی» مثل «کوهی استوار که به مرور زمان فرسوده شده‌است، وجود دارد که اهالی آن را به نام درخت (پتک) می‌شناسند و می‌گویند چندین نسل ما نیز به یاد ندارد و تقریباً ۱۵۰۰ سال به بالا عمر دارد. این درخت» مثل «درخت بائو باب که در منطقه سیستان وبلوچستان موجود است هرکجا شاخه‌ای در زمین فرومی‌رود در همان‌جا درخت کوچک دیگری از همین درخت رشد می‌کند و درحال حاضر در اطراف این درخت درختچه‌های کوچک زیادی وجود دارد و برخلاف درخت چنار آتش نمی‌گیرد. طبق گفته اهالی درختی دیگر از همین نوع با قدمت و ارتفاع بیشتر در صحن مسجد قرار داشته‌است که جهت گسترش مسجد و فرسودگی درخت آن را قطع کرده‌اند.این درخت در ۲۳ تیر ماه ۱۳۹۷ به دلیل نا معلوم در آتش سوخت.
خانه‌های باستانی

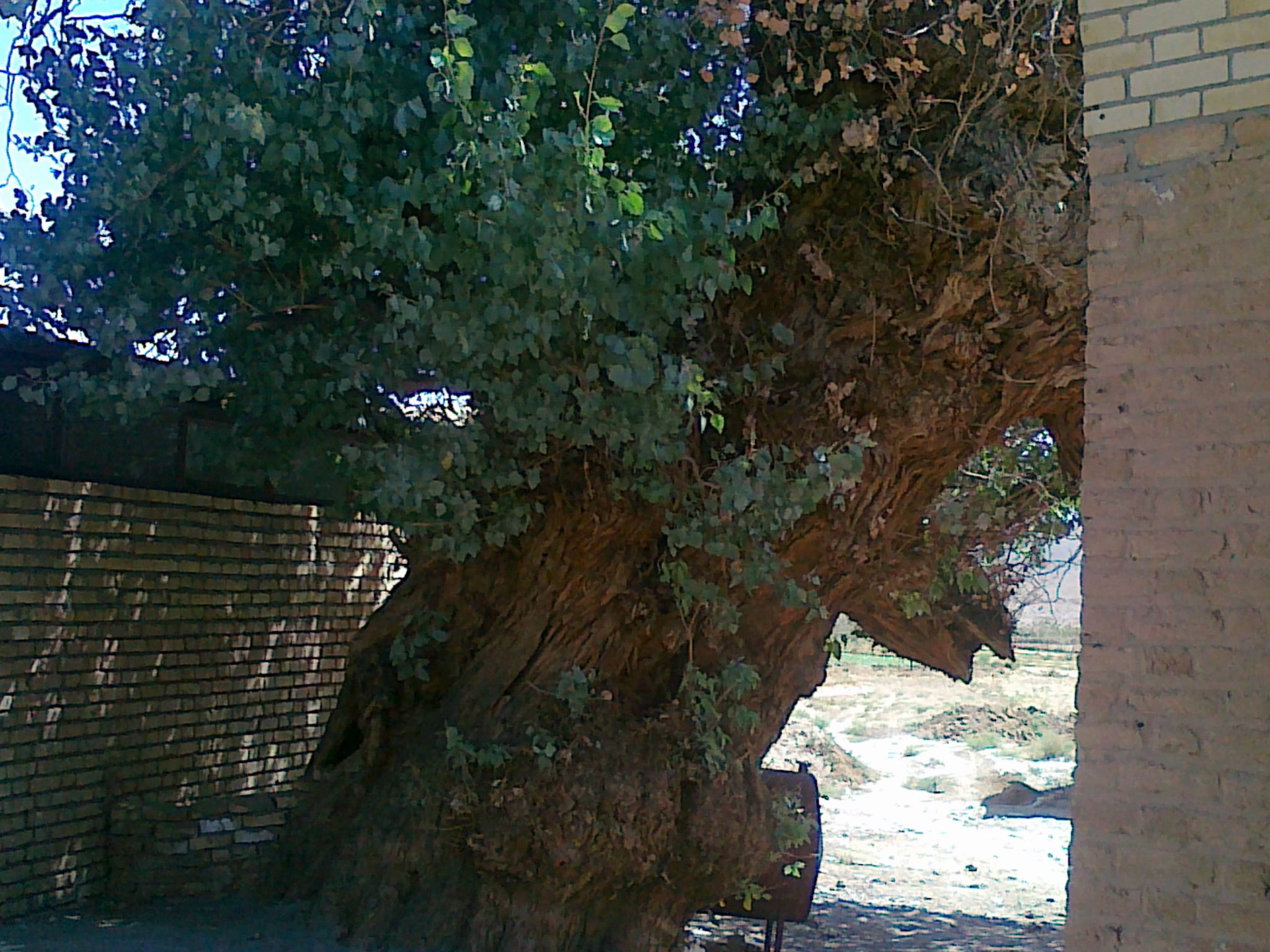
درخت کهنسال روستای رتک

خانه‌های با قدمت چند صد ساله با معماری و سبک بسیار زیبا و تاریخی
بوکن‌ها
(بیکندها) زاغه‌هایی هستند که اشخاص برای نگه‌داری رمه‌های خود آن‌ها را معمولاً در بیابان حفر می‌کنند، چون زمستان هوا سرد است و دامداران هم نمی‌توانند دام‌های خود را هر شب به روستاها بیاورند، لذا هر گله‌داری برای خود بوکنی حفر می‌کند که سال‌ها به نام همان شخص نامیده می‌شود. در کنار بوکن اتاقی زیرزمینی مثل بوکن تعبیه می‌کنند به نام مرخونه، که چوپان برای جان پناه خود از آن استفاده می‌کند.
برخی از جمله این بوکن‌ها که به زبان محلی بیکند گفته می‌شود به این شرح است، در گود حرم تعدادی بوکن وجود دارد که دامداران برای نگه‌داری از دام‌های خود از آن‌ها استفاده می‌کنند و عبارتند از: بی‌کندهای کوشکوئی‌ها، لویی، کویی (کربلایی حسن)، دره سگ دری (تقی کرمانی از روستای کرمانی)، حسن اکبر قاسم رتکی، علی‌رحیم، میرزا حسین (ملاحسین حاج علی‌اکبر)، حاجی‌آخوند، شمسی، لُک انجیر، کربلایی اکبر زینل، بیکند بیدحرم، بیکند غلام‌علی در حریم رودخانه کهنی و دو بیکند گازکن در جوار رودخانه‌ای به همین نام، بیکند بمانعلی شرق رتک، بیکند تل دُم‌دار و بیکند حسین حاجی که بین راه ده‌علی به بیدان قرار دارد.

## آداب و رسوم
مراسم جوش زنی و سنگ زنی
بررسی و شناخت عزاداری‌ها به ویژه عزاداری‌های سنتی نیازبه بررسی از دو دیدگاه مذهبی و تاریخی دارد. آنچه به عنوان مذهب در مراسم عزاداری به چشم می‌خورد لزوماًپشتوانه تکلیف دینی و اعتقادی را به همراه ندارد. اما می‌تواند پشتوانه تاریخی – فرهنگی داشته باشد که با ورود به حوزه مذهبی در انطباقی مناسب با شرایط، ضمن حفظ آشکار یا نهانی صبقه بومی خود به حیات خود وجهه قانونی می‌بخشد. از این روست که تنوع گسترده مراسم عزاداری در داخل ایران و کشورهای خارجی دیگر به چشم می‌خورد. جدای از وجوه اشتراک این تنوع عزاداری که زاده تعامل فرهنگی انسانها در طول تاریخ می‌باشد. جلوه‌های خاص و ویژه‌ای در اجرای مراسم عزاداری نیز در جای جای ایران و دیگر کشورها دیده می‌شود که می‌توان به عنوان ویژگی خاص آن مراسم در آن منطقه خاص بشمار آورد.
مراسم جوش زنی و سنگ زنی در ایران نیز در این مقوله می‌گنجد. بررسی وجوه اشتراک و افتراق این دو مراسم فی نفسه و همچنین به لحاظ مکانی می‌تواند بسیار ارزشمند باشد. تنوع گسترده شیوه‌های سینه زنی ایرانیان با توجه به پیشینه تاریخی نخستین پایگاه شیعه و از سوی دیگر وجود صبقه‌های تاریخ کهن این کشور در زمینه سوگ‌های تاریخی، بر غنای این مقوله افزوده‌است. نگرش به این شیوه‌ها مثلاًتوجه به حرکت‌های گوناگون دست و پا و بدن و زبان گفتاری که در تنوع مراثی و نوحه‌ها نمود پیدا می‌کند. گاه آنقدر به یکدیگر نزدیک می‌شود که بررسی تشخیص خاستگاه آن را با مشکل روبرو می‌سازد. حرکت همآهنگ پا و دست که بر زمین و سینه زده می‌شود. در مراسم سینه زنی بوشهر، هرمزگان و بسیاری از شهرهای حاشیه خلیج فارس مشابهت بسیاری با رسم سینه زنی مردم بعضی نقاط کرمان و یزد می‌یابد. مراسم سنگ زنی در روستای کهن مجاور روستای رتک و مراسم جوش زنی در اکثر روستاهای اطراف رتک برگزار می‌شود.
عاشوری
روز تاسوعا به نیت تمام مردانی که از محرم سال قبل فوت شده‌اند، عاشوری می‌گیرند، به این صورت که مردم در حسینیه جمع می‌شوند، علم را برداشته به خانه‌ای که مردی از آن مرده می‌روند.
در آنجا مختصری جوش‌زده و به یاد مرحوم مورد نظر روضه می‌خوانند، آنگاه به خانه بازماندگان مردگان دیگر می‌روند، البته این روش منسوخ شده و فقط روز تاسوعا در حسینیه یا مسجد به یاد اموات مورد نظر روضه خوانی می‌کنند.
چاوش خوانی
یکی از رسوم چند صد ساله روستای تاریخی رتک می‌باشد که در هنگام عزیمت یکی اهالی به سفری زیارتی خوانده می‌شود.
بیست هفتمو
شب بیست و هفتم ماه مبارک رمضان، جوانان در حالی که روی سر خود چادری انداخته‌اند تا شناخته نشوند، یک سوزن جوالدوز برای دفاع از خود به همراه داشته و به درب خانه‌های اهالی رفته دق‌الباب می‌کنند، ظرفی را در درگاه درب انداخته تا صاحب خانه هدیه‌ای را داخل آن قرار دهد، وقتی صاحب‌خانه هدیه را درون ظرف گذاشت فرد چادر به سر ظرف را با هدیه درون آن برداشته می‌رود.
گاهی صاحب‌خانه شیطنت کرده و می‌خواهد بداند که چه کسی از او هدیه می‌خواهد، به چادر به سر نزدیک شده تا چادر را از سر او بردار لذا چادر به سر با سوزن جوالدوزی که همراه دارد صاحب‌خانه را از خود دور می‌کند و اگر موفق نشد فرار را بر قرار ترجیح می‌دهد.

## پوشش گیاهی و جانوری
در این منطقه انواع مختلفی از پوشش گیاهی و درختان جنگلی وجود دارد که متأسفانه در سال‌های قبل، قبل از این که نفت نقشی در زندگی مردم داشته باشد، مردم این جنگ‌ها را از بین برده و به صورت زغال یا به‌طور مستقیم به عنوان سوخت استفاده کرده‌اند حتی بعضی از روستاها سقف خانه‌های خود را از چوب‌های درختان جنگلی درست کرده‌اند، حال آنچه باقی‌مانده از این قرار است:
1. درختان: درختانی که به صورت وحشی در کوه‌های این منطقه وجود دارد و بقایای جنگلی است که قبلاً در این منطقه وجود داشته و به مرور بر اثر استفاده بی‌رویه از بین رفته‌است، مثل بنه، کسیدان، بادام کوهی، سبل و انجیر کوهی.
2. گیاهان: گیاهان منطقه هم که بر اثر استفاده بی‌رویه خیلی کم شده‌است مثل قیچ، پدن، جاز، کله غر، چنز، خردندون، خریت، کلپوره، آویشن، اسقدوس، آلاله کوهی، بادرنج، زیره سیاه، شور، سلم، گوده، ریواس، گل زوفا، اسفند، گل بومادران، کلیدرملک و … هنوز یافت می‌شود.

این منطقه از وحوش هم بی‌نصیب نیست و انواع حیوانات وحشی در آن زندگی می‌کنند مثل بزکوهی، میش کوهی، آهو، یوزپلنگ، انواع مارها، گرگ، روباه، شغال، کفتار، خرگوش، لاک‌پشت، جوجه‌تیغی، سیخول، بزمجه و انواع حشرات از جمله عقرب، رتیل و … وجود دارد.
پرندگان این منطقه عبارتند از: کبوتر، کبک، چکُر، بلدرچین، فاخته، کلاغ، کلاغ‌گر، زاغ، گنجشک، هدهد، سیسالنگ، گنجشک سرسیاه، کون جازو، عقاب، شاهین و …